# Arezzói Guidó

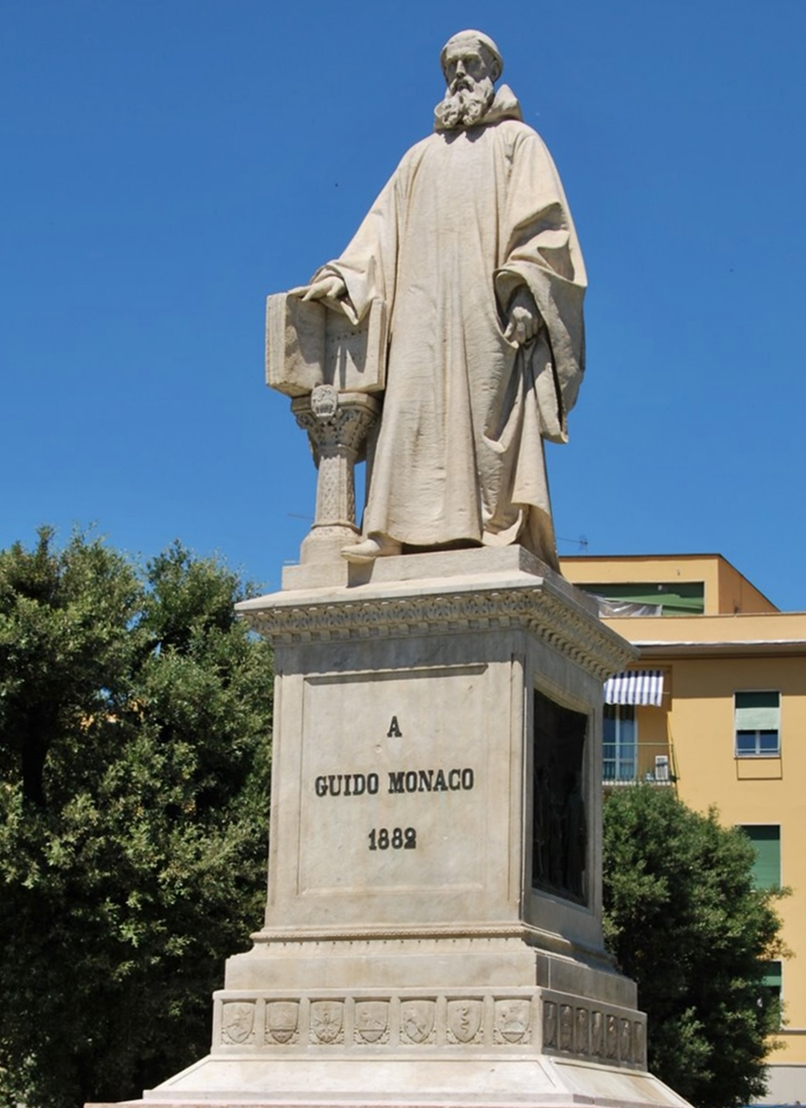
Arezzói Guidó szobra…

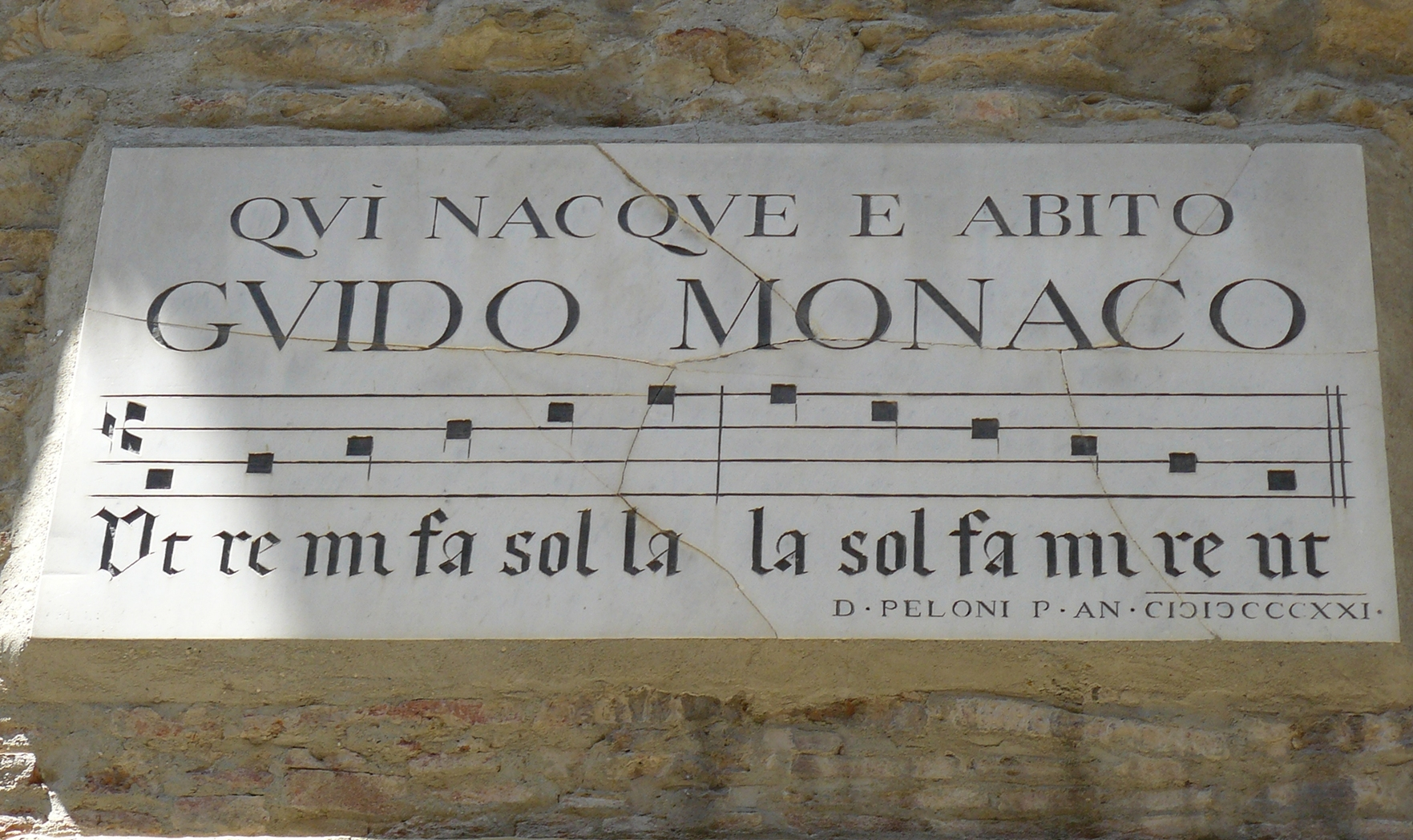
…és emléktáblája Arezzóban

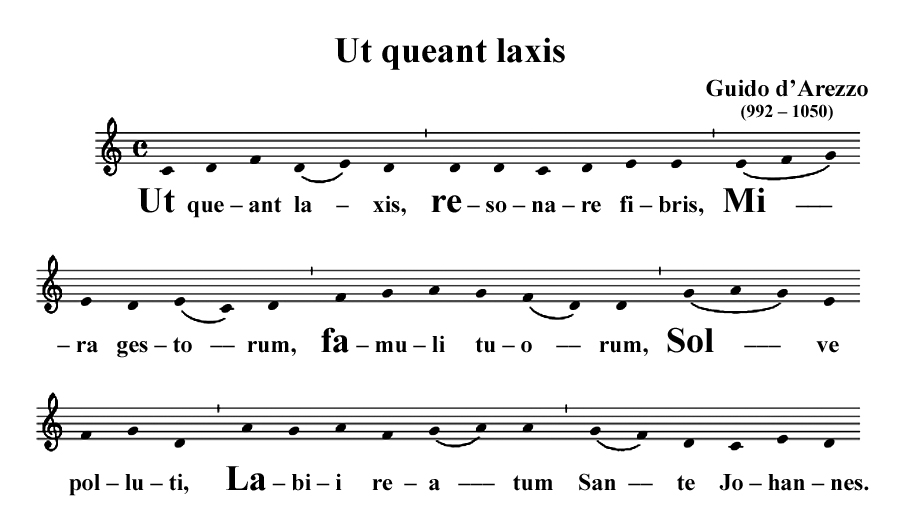
Az Ut queant laxis kezdetű himnusz

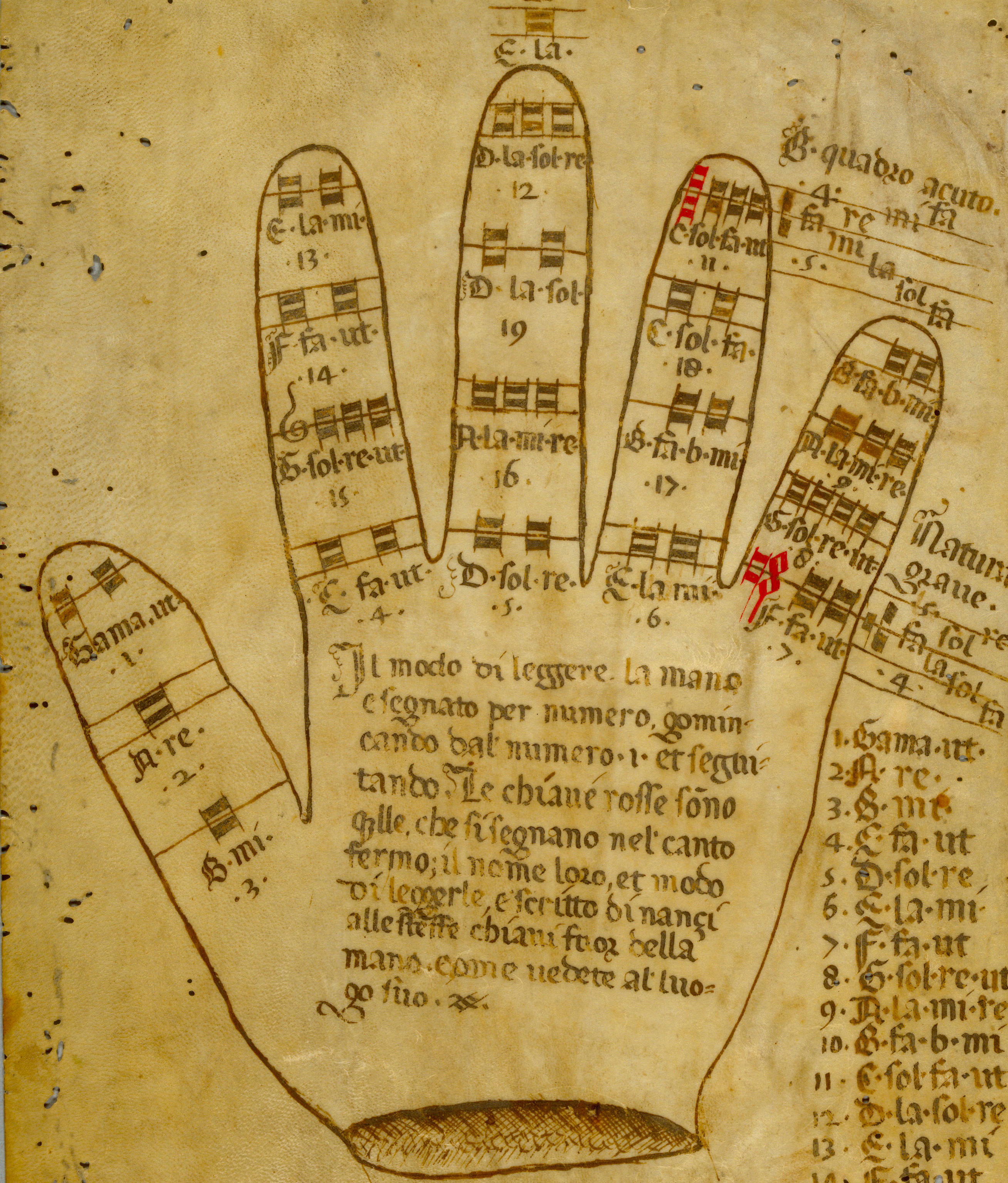
A „guidói kéz” – melynek segítségével a hangokat és hangcsoportokat memorizálták – egy mantovai kéziratban, a 15. század utolsó negyedéből

Arezzói Guidó (azaz Guido d'Arezzo vagy Guido monaco vagy Guido Aretinus vagy Guido pomposiano) (Arezzo, 991–992 körül – 1033–1050 között) itáliai bencés szerzetest és korának egyik legnagyobb teoretikusát tekintik a nyugati zenében mai napig rendkívüli jelentőséggel bíró szolmizációs rendszer legkorábbi változata megalkotójának. 
A szolmizációs rendszert azért alkotta, hogy segítségével rászoktassa az éneknövendékeket a biztos hangeltalálásra és a tiszta intonálásra. A hangok nevét egy középkori latin nyelvű himnusz egy-egy sorának első szótagja adta, kivéve a hetedik hangét.
- Ut queant laxis
- Resonare fibris
- Mira gestorum
- Famuli tuorum
- Solve polluti
- Labii reatum
- Sancte Ioannes[6]

A hetedik hang az Si elnevezés, Szent János (Sancte Ioannes) nevének kezdőbetűiből származik. Miután a hangnemi rendszer kialakult, a Guido-féle rendszert kezdték megváltoztatni, 1659-ben Otto Gibelius holsteini kántor a jobb énekelhetőség és jobb hangzás kedvéért az Ut szótagot  Do-ra változtatta, feltételezések szerint a Dominus latin szó első szótagjából származtatva. A Sol hang új neve a So lett, a Si pedig Ti.

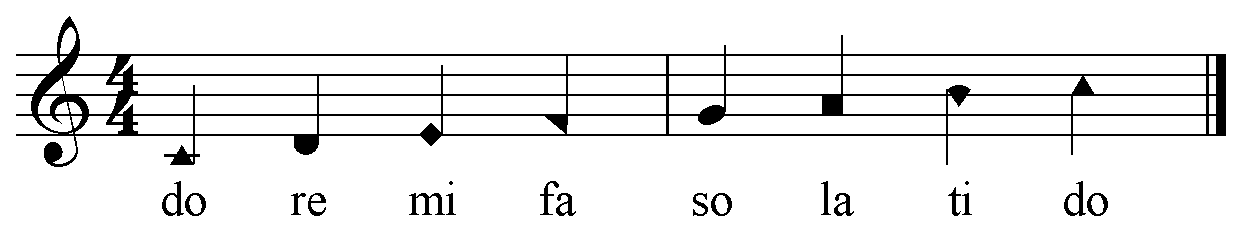
C-dúr hangsor kottája

Bár Guidó írásaiban nem tesz közvetlen említést sem a mai értelemben vett szolmizációról mint koncepcióról, sem az ennek memorizálását megkönnyítő úgynevezett „guidói kéz”-ről, más találmányai (köztük az ugyancsak korszakalkotó jelentőségű, terctávolságú vonalakra jegyzett notáció, illetve a zenei kulcsok egységes elrendezésének bevezetése) és a gregorián ének tanításának gyakorlatáról írt művei alapján szerzősége mindkét esetben csaknem kétségtelen.
Guidó Epistola de ignoto cantu című, bizonytalan keltezésű művében ír a szótaghoz rendelt hangmagasságok rendkívül hasznos voltáról az énekek betanításakor. Ebben található az Ut queant laxis kezdetű himnusz, melyet a Paulus diakónus néven ismert, szintén itáliai bencés szerzetes – költő és történetíró, a Karoling-reneszánsz egyik jeles képviselője – alkotott, szapphói strófákban. Bár a dallam más szövegekkel is ismert, nincs Guidó koránál korábbi előfordulása, így valószínűsíthetően ő a szerzője. A dallam a szöveg sorainak kezdő szótagjaival a diatonikus hangsor első hat hangját szólaltatja meg, emelkedő sorrendben. A szótagok tartalmazzák mind az öt latin magánhangzót és hat különböző mássalhangzót. A Szent János-himnusz néven is ismert műben az énekesek Keresztelő Szent Jánoshoz fordulnak, hogy közbenjárásával óvja meg őket a rekedtségtől:
| (latin) „Ut queant laxis resonare fibris Mira gestorum famuli tuorum, Solve polluti labii reatum, sancte Ioannes. ” | (magyarul)„Hogy könnyült szívvel csoda tetteidnek zenghessék hírét szabadult szolgáid, oldd meg, Szent János, kötelét a bűntől szennyes ajaknak. ” |
| – Pauli Diaconi Hymnus In Nativitate S. Ioannis Baptistae, Sík Sándor fordítása                                     | |

Az Ut queant laxis kezdetű himnusz dallama
Guidó az 1025–26 körül keletkezett Micrologus című művében fektette le a rendszer elméleti alapjait. Felismerte, hogy a szótagok közvetlenül a hangminőséghez kötődnek, minden szótag a hozzárendelt hangot a hangsor fél- és egészhang-lépéseinek sorában azonosítja. Guidó a mai héthangú diatonikus hangsor egymás melletti első hat hangját egységes csoportnak tekintve egy-egy azonos szerkezetű – azonos egymásutáni fél- és egészhanglépésekből álló (1-1-½-1-1) – csoportot (hexachord) épített a hangsor első és ötödik hangjára. Ezek a hexachordum naturale ("természetes hatos", c-d-e-f-g-a) és hexachordum durum ("kemény hatos", innen a későbbi dúr elnevezés, g-a-h-c-d-e). Ez valószínűleg a 12. század elején egészült ki a diatonikus hangsor negyedik hangjára épült újabb hatos csoporttal: hexachordum molle ("lágy hatos", f-g-a-b-c-d), mely által a gregorián énekben létrejött a hangsorban a b és h hangok váltakozása.